# Шавињон
Шавињон (фр. Chavignon) насеље је и општина у североисточној Француској у региону Пикардија, у департману Ен (Пикардија) која припада префектури Соасон.
По подацима из 2011. године у општини је живело 760 становника, а густина насељености је износила 65,8 становника/km². Општина се простире на површини од 11,55 km². Налази се на средњој надморској висини од 90 метара (максималној 195 m, а минималној 57 m).

## Демографија
| 1962. | 1968. | 1975. | 1982. | 1990. | 1999. | 2011. |
| ----- | ----- | ----- | ----- | ----- | ----- | ----- |
| 547   | 584   | 572   | 629   | 769   | 793   | 760   |

График промене броја становника у току последњих година